# 아나 소프레노빅
아나 소프레노빅(Ana Sofrenović, 1972년 9월 18일 ~ )은 세르비아의 배우이다.
베오그라드에서 태어났다.

## 영화
- 폴링 스노우 (2016년) - 나디아 역
- 더 레이븐 (2012년) - 레이디 맥베스 역
- 블룸 형제 사기단 (2008년)
- 홀비시티 시즌1 (1999년)
- 화약고 (1998년)
- 리전에어 (1998년)